# Карньовиці (Краківський повіт)
Карньовиці (пол. Karniowice) — село в Польщі, у гміні Забежув Краківського повіту Малопольського воєводства.
Населення — 883 особи (2011).

## Демографія
Демографічна структура станом на 31 березня 2011 року:
|          | Загалом | Допрацездатний вік | Працездатний вік | Постпрацездатний вік |
| -------- | ------- | ------------------ | ---------------- | -------------------- |
| Чоловіки | 443     | 91                 | 282              | 70                   |
| Жінки    | 440     | 75                 | 247              | 118                  |
| Разом    | 883     | 166                | 529              | 188                  |